# Marcel Aburakia
Marcel Nadim Aburakia (* 1995 in München) ist ein deutscher Journalist, Podcaster und Moderator.

## Leben
Aburakia wurde als Sohn einer deutschen Mutter und eines palästinensischen Vaters in München geboren und wuchs in den Stadtbezirken Laim und Hadern auf. Den Vornamen gaben ihm seine Eltern in Anlehnung an den Musiker Marcel Khalife. Er hat die israelische Staatsangehörigkeit.

## Werdegang
Ermöglicht durch ein Stipendium, studierte Aburakia Journalismus in München an der Hochschule Macromedia. Nach seinem Studium begann er als freier Fernsehjournalist unter anderem für den Bayerischen Rundfunk, Sport1 und Sky News zu arbeiten, bis er 2019 das Gesicht und Chefredakteur des Instagram-Kanals Fußballhelden wurde. Im selben Jahr erschienen in regelmäßigen Abständen diverse Text-Kolumnen von Aburakia für Bento und jetzt.de zu den Themen Rassismus und Identität.
Von 2018 bis 2021 war er gemeinsam mit dem Journalisten Malcolm Ohanwe den Podcast Kanackische Welle zu hören, der sich mit Identität im Einwanderungsland Deutschland beschäftigt und zahlreiche Preise erhielt.
Seit 2021 ist er hauptberuflich bei der Deutschen Welle tätig.
Seit 2023 moderiert er den Podcast Was würde Baba sagen von FUNK, wofür er auch redaktionell hauptverantwortlich ist.
Aktuell arbeitet er als Moderator der Icon League, einer Hallenfußball-Liga, die 2024 von Toni Kroos und Elias Nerlich gegründet wurde.

## Auszeichnungen

### Gewonnen
- 2020: Smart Hero Award für Kanackische Welle (Kategorie: Demokratisch Gestalten, 1. Platz)[12]
- 2020: Medienpreis Urologie für Penis-Gesundheit und Beschneidung der Vorhaut (Kanackische Welle) (Herausragender journalistischer Beitrag über ein urologisches Thema)[13]
- 2020: Isarnetz Creator Award für Kanackische Welle (Kategorie: Lifestyle, 1. Platz).[14]
- 2021: Juliane-Bartel-Medienpreis für Sexismus in kanackischen Communitys (Kanackische Welle) (Kategorie: Doku Audio)[15]

### Nominiert
- 2020: Alternativer Medienpreis für Kanackische Welle (Kategorie: Vernetzung)[16]
- 2021: Deutscher Podcastpreis für Kanackische Welle (Kategorie: Bester Independent Podcast)[17]
- 2021: Deutscher Engagementpreis[18]